# Renoncule
Ranunculus
Ne doit pas être confondu avec Ficaire.
 (septembre 2012).
Si vous disposez d'ouvrages ou d'articles de référence ou si vous connaissez des sites web de qualité traitant du thème abordé ici, merci de compléter l'article en donnant les références utiles à sa vérifiabilité et en les liant à la section « Notes et références ».
Genre
Classification phylogénétique
Les renoncules (genre Ranunculus) sont des plantes herbacées, annuelles ou vivaces, de la famille des Ranunculaceae. Elles comportent près de 500 espèces mais Ranunculus auricomus comprend un ensemble très complexe de 800 taxons apomictiques, auxquels certains botanistes ont donné le rang d'espèces ou de micro-espèces. Elles ont un port très différent selon les espèces et sont le plus souvent des végétaux herbacés vivaces. Aux latitudes tropicales, ce sont plutôt des plantes d'altitude.

## Phytonymie
Le nom de renoncule dérive du latin ranunculus « petite grenouille », diminutif de rana (cf. rainette), car plusieurs espèces sont aquatiques et plusieurs autres affectionnent les endroits humides que fréquentent ces amphibiens.
Ses autres noms ou surnoms sont : grenouillette, fleur de l'impatience, gobelet du diable à cause de ses propriétés toxiques. Certaines espèces sont surnommées « fleur de beurre » en allemand (Butterblume, parallèlement à scharfer Hahnenfuß) et en néerlandais (boterbloem) et « tasse de beurre » en anglais (buttercup), car une mince couche lipidique située sous l'épiderme des pétales les rend brillantes, produisant un reflet jaune qui évoque la couleur du beurre. Cette propriété est également à l'origine du nom vernaculaire de bouton-d'or couramment donné à plusieurs espèces de renoncules à fleurs jaunes : renoncule âcre (Ranunculus acris), renoncule bulbeuse (Ranunculus bulbosus), renoncule graminée (Ranunculus gramineus), renoncule rampante (Ranunculus repens)….

## Description

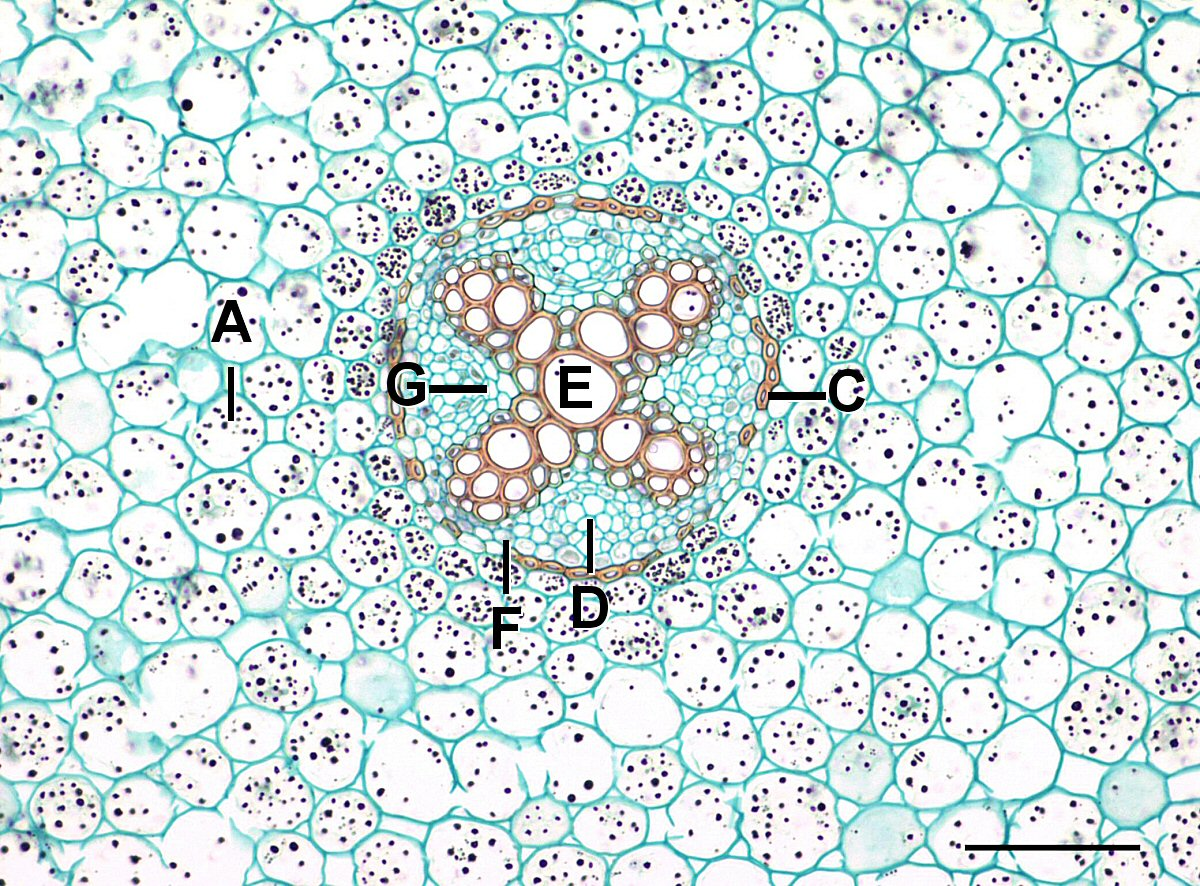
Structure primaire de la racine de Renoncule.

Plantes herbacées à fleurs simples en forme de coupe, formées de cinq sépales caducs et de cinq pétales serrés et brillants, aux couleurs vives, jaunes ou blancs, très rarement rouges. Les pétales sont munis à leur base de glandes laissant exsuder un liquide sucré ou nectaire, contribuant au pouvoir attractif de la fleur pour  une pollinisation entomophile.
Leurs feuilles, à nervures généralement palmées et très découpées (palmatilobées), s'accrochent à la base d'une longue tige qui porte, à son extrémité, une ou plusieurs fleurs. Elles ont une saveur âpre due aux différents principes actifs toxiques qu'elles contiennent.
Leur fruit est un akène ou un follicule, parfois une baie, une drupe ou une capsule.
Les renoncules aquatiques (renoncule aquatique (Ranunculus aquatilis), renoncule peltée Ranunculus peltatus...) forment un groupe à part. Ce sont des plantes à fleurs blanches, avec des feuilles immergées divisées en lanières et des feuilles émergées arrondies. Elles poussent dans les mares et les cours d'eau.

## Histoire
La renoncule des fleuristes (Ranunculus asiaticus) est originaire d'Asie et a été introduite en France par les croisés de Saint Louis qui l'ont découverte en Terre sainte.

## Principales espèces européennes
(Liste non exhaustive)

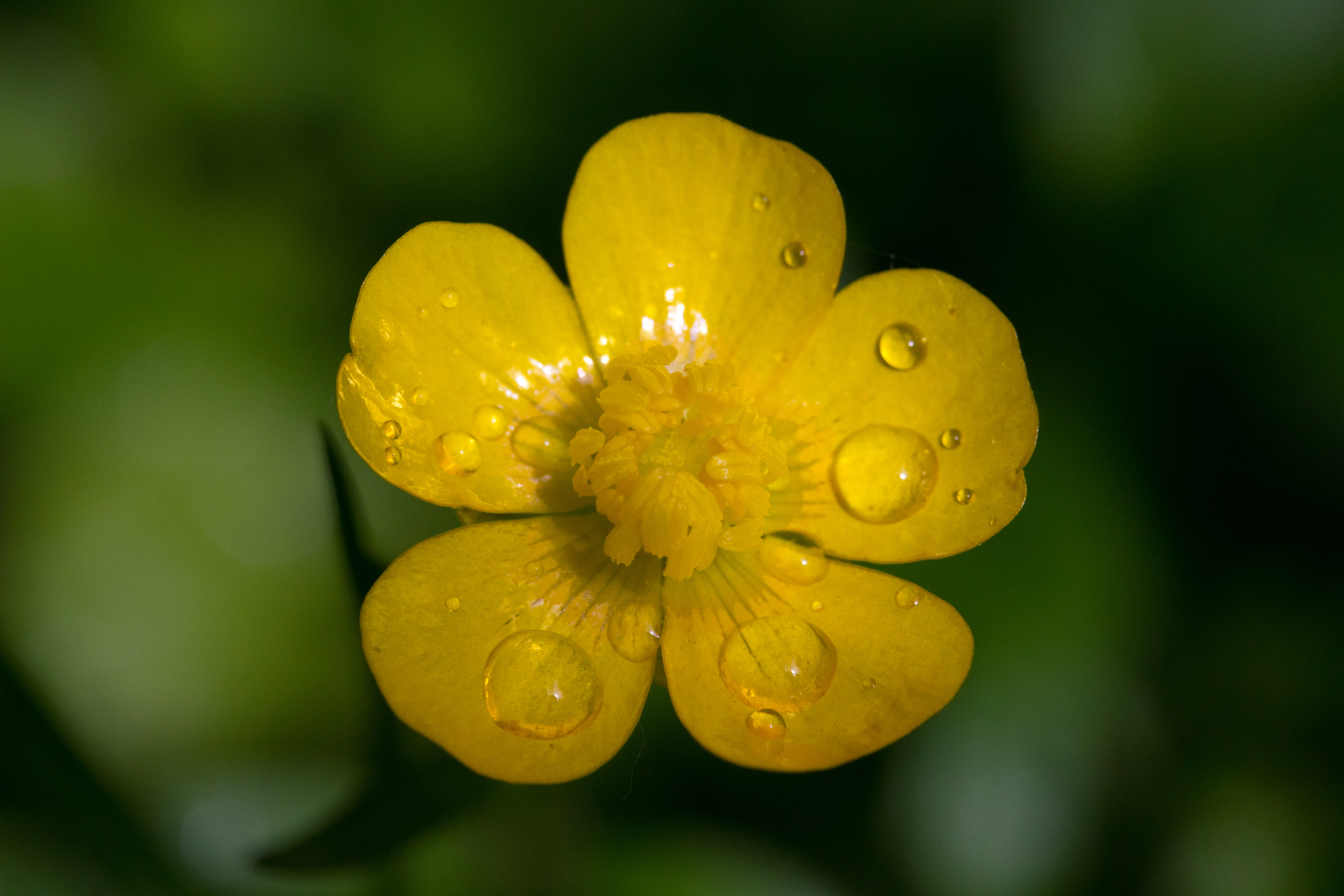
Renoncule / Bouton d'or.

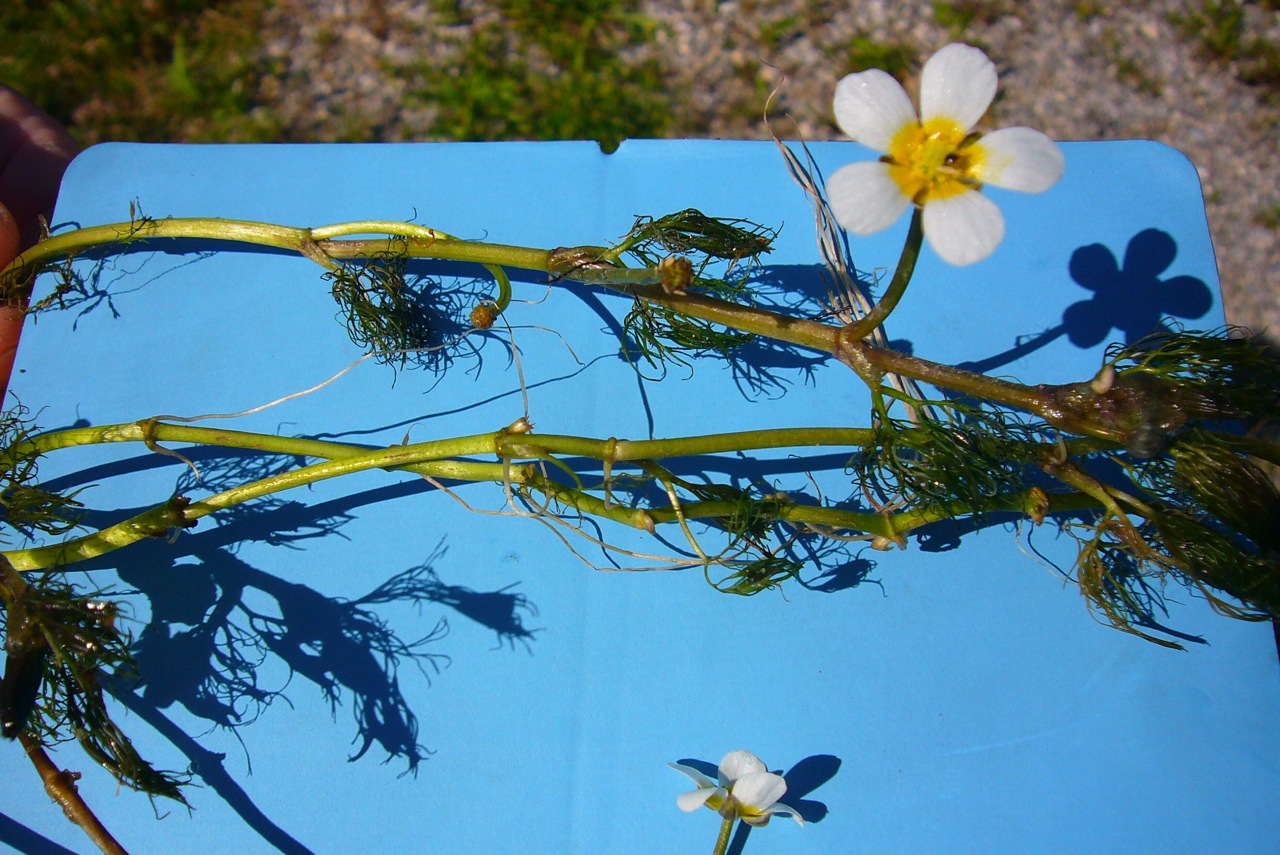
Ranunculus trichophyllus.

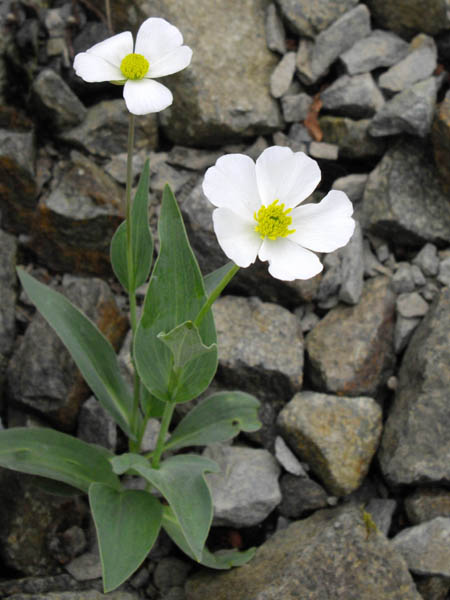
Ranunculus amplexicaulis.

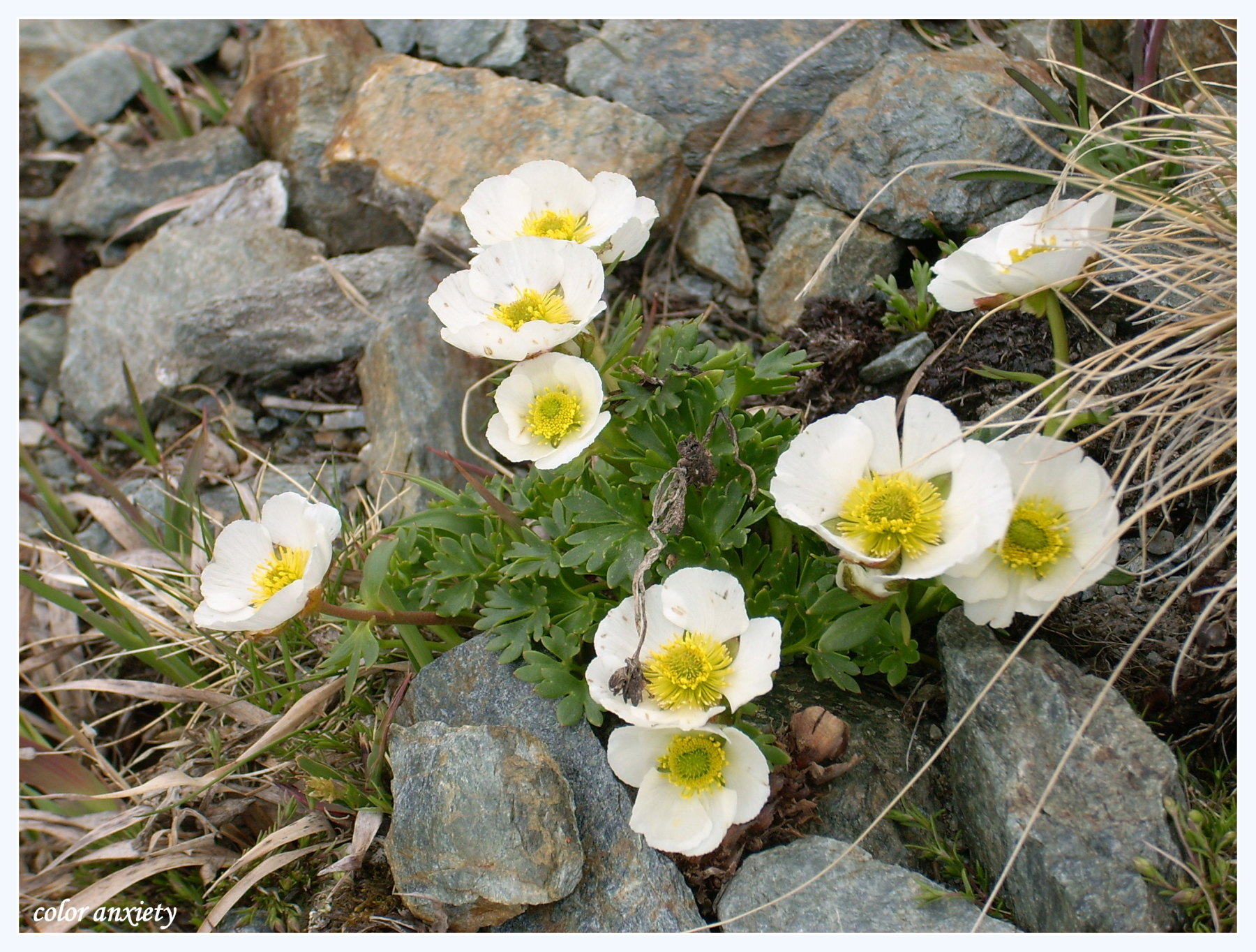
Renoncule alpestre.

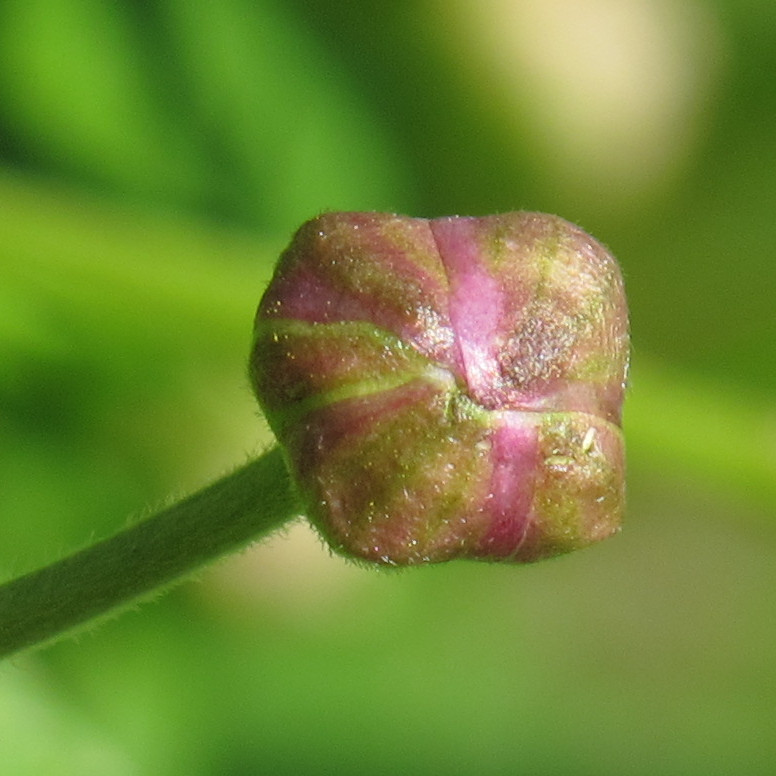
Ranunculus aconitifolius.

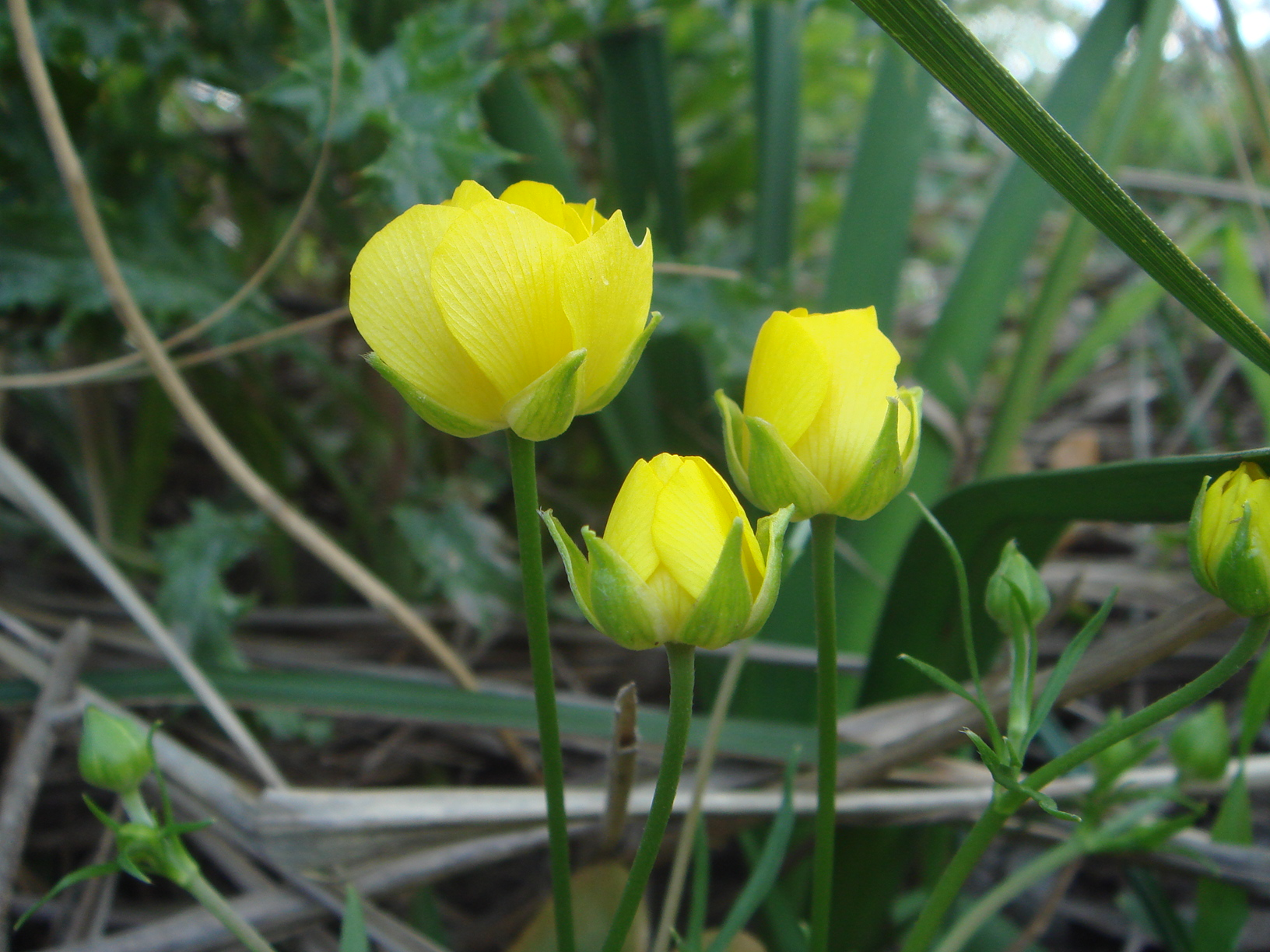
Ranunculus paludosus.

- Ranunculus abortivus — Renoncule abortive
- Ranunculus aconitifolius — Renoncule à feuilles d'aconit
- Ranunculus acris — Renoncule âcre ou « Bouton d'or »
- Ranunculus alismaefolius — Renoncule à feuilles d'alisme ; espèce en voie de disparition
- Ranunculus allenii — Renoncule de Allen
- Ranunculus alpestris — Renoncule alpestre
- Ranunculus aquatilis — Renoncule aquatique
- Ranunculus arvensis — Renoncule des champs
- Ranunculus asiaticus — Renoncule des fleuristes
- Ranunculus auricomus — Renoncule tête d'or
- Ranunculus baudotii — Renoncule de Baudot ; on la rencontre dans les milieux halophiles
- Ranunculus breyninus ; montagnes
- Ranunculus bulbosus — Renoncule bulbeuse
- Ranunculus carinthiacus — Renoncule de Carinthie
- Ranunculus circinatus Sibth. — Renoncule en crosse
- Ranunculus creticus — Renoncule de Crète
- Ranunculus cymbalaria — Renoncule cymbalaire
- Ranunculus ficaria — Ficaire ou « fausse renoncule », commune en forêt
- Ranunculus flabellaris — Renoncule à flagelles
- Ranunculus flammula — Renoncule flammette ou « Petite Douve » ou « Petite Flamme »
- Ranunculus fluitans — Renoncule des rivières, aquatique
- Ranunculus gmelinii — Renoncule de Gmelin
- Ranunculus glaberrimus — Renoncule d'armoise
- Ranunculus glacialis — Renoncule des glaciers ou « Caraline » ; fleur des Alpes
- Ranunculus gramineus — Renoncule à feuilles de graminées
- Ranunculus hederaceus L. — Renoncule à feuilles de lierre
- Ranunculus hispidus
- Ranunculus hyperboreus — Renoncule hyperboréenne
- Ranunculus kuepferi — Renoncule de Küpfer
- Ranunculus lanuginosus — Renoncule laineuse
- Ranunculus lapponicus — Renoncule de Laponie
- Ranunculus lingua — Renoncule langue ou  « Grande Douve »
- Ranunculus longirostris
- Ranunculus macounii
- Ranunculus montanus – Renoncule des montagnes
- Ranunculus nemorosus synonyme Ranunculus tuberosus - Renoncule des bois
- Ranunculus nivalis — Renoncule des neiges
- Ranunculus ophioglossifolius - Renoncule à feuilles d’ophioglosse
- Ranunculus pallasii
- Ranunculus pedatifidus
- Ranunculus parviflorus — Renoncule à petites fleurs
- Ranunculus peltatus — Renoncule peltée, aquatique
- Ranunculus penicillatus — Renoncule en pinceau, aquatique
- Ranunculus platanifolius — Renoncule à feuilles de platane, fleur des Alpes et des aulnaies
- Ranunculus pygmaeus — Renoncule pygmée
- Ranunculus pyrenaeus — Renoncule des Pyrénées
- Ranunculus recurvatus — Renoncule recourbée
- Ranunculus repens — Renoncule rampante ou « Bouton d'or » ou « Pied de poule », plante vivace, formant des stolons, des lieux humides.
- Ranunculus sardous — Herbe de Sardaigne ou Sardonie
- Ranunculus sceleratus — Renoncule scélérate
- Ranunculus seguieri — Renoncule de Séguier, fleur des Alpes
- Ranunculus sulphureus — Renoncule sulfureuse
- Ranunculus thora — Renoncule thora
- Ranunculus trichophyllus — Renoncule capillaire ou « Renoncule à feuilles capillaires », aquatique.

## Habitat
Les renoncules poussent dans les régions tempérées ou froides. On peut citer le bouton d'or, la renoncule d'Asie, et les nombreuses renoncules de montagne et des zones froides.
Les renoncules apprécient généralement la terre légère et riche et des lieux ensoleillés à semi-ombragés, pour une floraison estivale. De nombreuses espèces sont des plantes bioindicatrices de l'état des sols : leur présence traduit un engorgement en eau et matière organique animale (renoncule sarde lors de surpâturage, d'excès de fumier, lisier ou purin) ou humaine (renoncule scélérate en sortie de fosse septique, station d'épuration) qui provoque des hydromorphismes (renoncule bulbeuse en zone régulièrement inondée. Lorsqu'elles dominent la flore, elles témoignent d'un compactage du sol (la renoncule bulbeuse, rampante et sarde indiquent un passage des engins agricoles, un piétinement du sol ou le surpâturage des prairies par temps humide ou pluvieux).

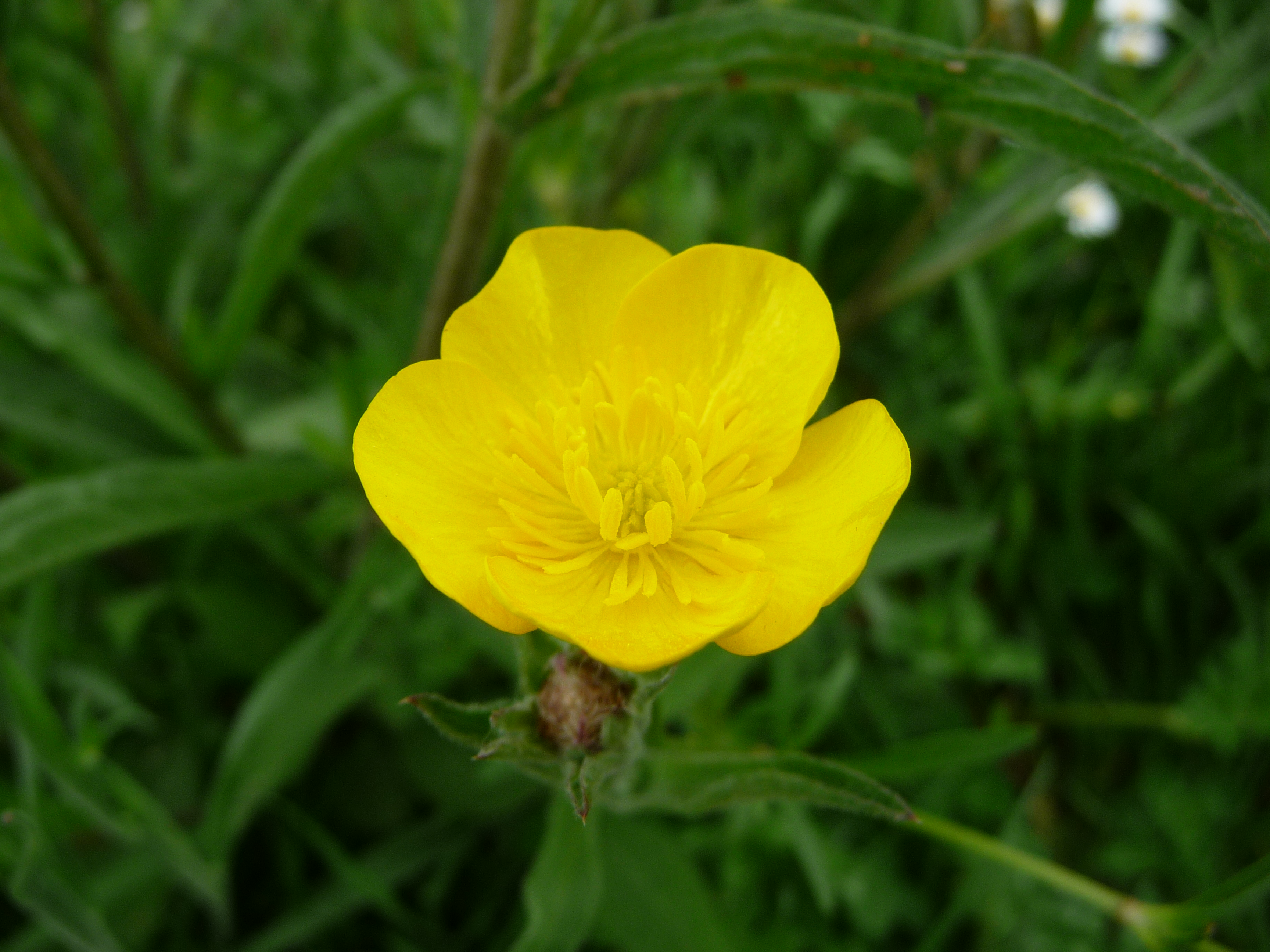
Un bouton d'or en Vendée

## Utilisations

### Toxicité
Toutes les plantes de la famille des renoncules contiennent un composé toxique connu sous le nom de protoanémonine en quantité variable. Ce composé est issu de la transformation par hydrolyse de la ranunculine (es) (appelée aussi ranunculoside, ce composé volatil est un hétéroside de lactone). Lors de dessication il se transforme en anémonine.
Le contact avec le jus de la plante ou les feuilles endommagées, écrasées ou ingérées favorise cette hydrolyse et la formation de protoanémonine rubéfiante et vésicante qui peut provoquer des démangeaisons, des éruptions cutanées ou des cloques sur la peau ou les muqueuses. Chez les espèces riches en protoanémonine (telles que la renoncule scélérate des étangs et la renoncule thora des massifs calcaires), l'ingestion provoque une sensation de brûlure dans la bouche et la gorge, la salivation, la stomatite avec formation de cloques, des nausées, l'œsophagite, une violente inflammation de l'estomac et de l'intestin, des vomissements, des coliques, la diarrhée, une intense sécrétion urinaire avec urines sanglantes et douloureuses (hématurie). En cas de contact avec la peau, les sucs des renoncules peuvent provoquer une dermite irritative ou une photodermatite et avec les yeux une blépharite, une conjonctivite. Consommés crus en trop grande quantité, ou chez certains sujets sensibles, les feuilles ont alors une toxicité dangereuse : la toxine peut être à l'origine d'étourdissements, de spasmes et de paralysie à l'origine d'une détresse respiratoire pouvant occasionner la mort. La causticité des sucs fait que les accidents se limitent généralement à des brûlures buccales. L'empoisonnement est très rare chez les humains ainsi que chez le bétail qui évite de brouter les renoncules fraîches. Ces irritations qui suivent leur ingestion décourage en effet les animaux d'en consommer de grandes quantités. Certaines espèces sont utilisables après avoir été bouillies à plusieurs eaux. La dessiccation détruit également la protoanémonine qui se transforme en anémonine, substance non vésicante. Cette propriété est bien avérée pour le bétail. C'est pourquoi sa présence dans le foin bien sec, bien que non conseillée, n'est pas trop dangereuse.

### Ethnobotanique
Cette propriété inflammatoire de la protoanémonine était utilisée par les mendiants au Moyen Âge qui provoquaient sur leur visage et sur leurs mains des exanthèmes, ulcérations d'apparition aiguë, en se frictionnant la peau avec le suc de la Renoncule scélérate ou de la Clématite des haies afin d'inspirer la pitié des passants. Ils guérissaient ensuite ces affections cutanées en les recouvrant de feuilles de bette.
Selon les herboristes, ses propriétés irritantes pourraient être utilisées par les amateurs de pêche ou de lombricompostage pour récolter des vers de terre. Verser sur le sol une infusion de renoncules attirerait ces invertébrés à la surface.
Les études ethnobotaniques montrent que les renoncules ont servi de remède médicinal, en vertu du principe de Paracelse « Tout est poison, rien n'est poison : c'est la dose qui fait le poison ». Elles ont en effet des propriétés diaphorétiques, antispasmodiques, analgésiques et rubéfiantes. Les Iroquois utilisaient notamment Ranunculus bulbosus et Ranunculus abortivus contre les abcès, les maux de gorge, les morsures de serpent et les empoisonnements, la variole et même en application externe (sic) contre la syphilis.

### Alimentation
Beaucoup de renoncules ont été consommées en période de famine. Malgré leur saveur fade, les racines, feuilles et fleurs étaient bouillies ou macérées dans de l'eau pendant quelques heures. Les boutons floraux de diverses renoncules peuvent être conservés dans du Vinaigre après avoir été bouillis. L'homme ne mange plus guère de plantes de cette famille, dont plusieurs membres sont d'ailleurs mortels s'ils sont consommés crus à faible dose. Il lui arrive pourtant de consommer le Populage et la Ficaire. Toxique à l'état adulte, cette dernière peut être mangée crue (feuilles au goût acidulé et légèrement épicé, riches en vitamine C, ce qui vaut à cette plante l'appellation d'« épinard des bûcherons ») et cuite à l'état jeune. De même, les tubercules cuits à l'eau salée fourniraient un plat, parait-il assez fin. La dessiccation détruit également la protoanémonine qui se transforme en anémonine, substance non vésicante.
En séchant, la protoanémonine se transforme en anémonine, qui n'est pas irritante. Aussi la présence de renoncules, non broutées au pré, ne pollue pas le foin pour le bétail.

### Ornementale
Certaines espèces sont cultivées comme plantes ornementales.

### Teinture
Les fleurs jaunes servaient à donner des colorants à mordant, teinture de faible qualité. Mélangées avec de l'alun utilisé comme mordant, elles donnaient un ton fauve, avec du chrome un ton vert, et avec de l'étain un ton jaune.

### Ludique
Les enfants se livrent encore parfois à un jeu qui consiste à prendre une fleur de renoncule (notamment les boutons d'or) bien ouverte et placer la corolle miroitante sous le menton d’un ami ou d’une amie. Ils lui demandent « Aimes-tu le beurre ? » et la réponse est invariablement affirmative : le jaune de la fleur, le soleil aidant, se reflète en effet sur sa peau. L'explication physiologique de cette propriété n'a été donnée qu'au XXIe siècle : la réflexion orientée du faisceau lumineux provient de la couche superficielle épidermique transparente constituée de cellules très plates chargées de pigments caroténoïdes tandis qu’une coloration diffuse jaunâtre provient de la dispersion de la lumière par une couche sous-jacente chargée de grains d’amidon. L’ensemble donne ce jaune intense et brillant qui intervient probablement dans l’attraction des insectes pollinisateurs.

### Symbolique
- En raison de ses belles couleurs, la renoncule évoque le luxe et elle est devenue l'emblème de la toilette raffinée.[réf. nécessaire]
- Dans le langage des fleurs, la renoncule signifie : « Tu es radieuse et charmante », « Tu es éblouissante », « Vous êtes brillante et attrayante », ce qui peut aller jusqu'à « Ton corps est magnifique »[19],[20].
- Dans le langage des fleurs, la renoncule symbolise le reproche et le bouton d'or l'ingratitude ou la moquerie[21].